# 32449 Crystalmiller
32449 Crystalmiller è un asteroide della fascia principale. Scoperto nel 2000, presenta un'orbita caratterizzata da un semiasse maggiore pari a 2,3070196 UA e da un'eccentricità di 0,1186936, inclinata di 8,90077° rispetto all'eclittica.